# Karl Grobbel
Karl Grobbel (* 29. Oktober 1896 in Berlin; † 3. Januar 1971) war ein Politiker der Zentrumspartei sowie nach dem Zweiten Weltkrieg Funktionär der CDU in der SBZ und DDR. Zeitweilig war er Minister im Land Brandenburg.

## Leben
Karl Grobbel besuchte nach der Volksschule das Berlinische Gymnasium Zum Grauen Kloster, das er ohne Abitur verließ. Danach absolvierte er eine Ausbildung zum Bankkaufmann. Im Ersten Weltkrieg wurde Grobbel schwer verwundet und geriet als Leutnant 1917 in französische Kriegsgefangenschaft, die er in Frankreich und der Schweiz absaß. 1919 holte Grobbel sein Abitur nach und studierte anschließend Volkswirtschaft und Jura in Berlin. Nach dem Studium war er einige Jahre in seinem erlernten Beruf als Bankkaufmann tätig. Während seines Studiums wurde Grobbel 1920 Mitglied der Zentrumspartei. Ab 1924 arbeitete er zunächst im Generalsekretariat der Zentrumspartei und zeichnete von 1925 bis 1933 als Herausgeber der Monatsschrift „Der Weckruf“ verantwortlich. Im Juni 1933 wurde Grobbel in einem Schnellgerichtsverfahren zu drei Monaten „Schutzhaft“ verurteilt und danach zum Wehrdienst eingezogen. Bis zum Kriegsende 1945 konnte sich Grobbel teilweise als selbständiger Handelsvertreter und Geschäftsführer einer kirchlichen Hilfsorganisation durchschlagen, wobei er in den letzten Kriegsmonaten als Registraturgehilfe und Magazinschreiber dienstverpflichtet wurde.
Nach dem Kriegsende gehörte Grobbel zu den Mitbegründern der CDU in Berlin. Er wurde zunächst Mitarbeiter der Ortsverwaltung Berlin-Wilhelmshagen und Referatsleiter in der Reichsgeschäftsstelle der CDU. Von Oktober 1945 bis April 1946 war Grobbel Beisitzer und im weiteren Verlauf des Jahres 1946 Geschäftsführer der brandenburgischen CDU. Zugleich war er seit 1948 als Verlagsleiter der CDU-Regionalzeitung Märkische Union tätig. Im April 1950 wurde Grobbel als Minister für Arbeit und Sozialwesen berufen, nachdem sein Vorgänger Fritz Hermann Schwob (CDU) in den Westen geflüchtet war. Grobbel wechselte im Oktober 1950 an die Spitze des brandenburgischen Ministeriums für Handel und Versorgung, das er bis zur Auflösung der Länder in der DDR im Juli 1952 leitete. Anschließend war Grobbel stellvertretender Vorsitzender des Rates des Bezirkes Cottbus. Am 14. August 1953 wurde Grobbel im Ergebnis der „Nachbereitung“ des Arbeiteraufstandes vom 17. Juni von allen Funktionen entbunden. Er wurde wieder als Journalist tätig und bekam eine Stelle als Redakteur für Wirtschaftspolitik beim CDU-Zentralorgan Neue Zeit. 1961 begründete Grobbel die katholische Monatsschrift Begegnung. Im Jahr 1963 sagte Grobbel: „Heute, da wir den Aufbau des Sozialismus miterleben, begreifen wir Angehörige des Mittelstandes und der Intelligenz die historische Aufgabe der Arbeiterklasse und wir unterstützen sie aus vollem Herzen.“ 1964 gehörte Grobbel zu den Mitbegründern der Berliner Konferenz Europäischer Katholiken.

## Parteiämter
Als Mitglied der Zentrumspartei war Grobbel zwischen 1924 und 1933 zeitweilig Generalsekretär für Ost-Mitteldeutschland und die Diasporagebiete.
Als Mitbegründer der CDU in der SBZ wurde Grobbel im April 1946 zum stellvertretenden CDU-Landesvorsitzenden von Brandenburg gewählt, um im November 1948 Ernst Zborowski als Landesvorsitzenden abzulösen, welcher er bis zum Juni 1950 blieb. Auf dem 3. Parteitag der Ost-CDU vom 18. bis zum 20. September 1948 in Erfurt wurde Grobbel zum stellvertretenden Parteivorsitzenden gewählt und auf drei folgenden Parteitagen im Amt bestätigt. Am 14. August 1953 wurde er von seinen Parteiämtern entbunden und von seiner Partei wegen „parteischädigenden Verhaltens“ gerügt.

## Abgeordnetenmandate
Grobbel bekam 1947 ein Mandat als Abgeordneter des brandenburgischen Landtags für die CDU und vertrat seine Partei bis zum Ende der ersten Wahlperiode am 15. Oktober 1950. Für den Deutschen Volksrat bekam Grobbel bei seiner Gründung 1948 ein Mandat seiner Partei und blieb Abgeordneter des später in Provisorische Volkskammer umbenannten Parlaments bis zu den ersten Volkskammerwahlen, die ebenfalls am 15. Oktober 1950 stattfanden.

## Auszeichnungen
1966 Vaterländischer Verdienstorden in Bronze